# Nombre de cétane
Ne doit pas être confondu avec Indice de cétane.
Le nombre de cétane (CN) est un nombre permettant d’évaluer précisément l’aptitude d’un gazole à s’auto-enflammer. Plus le nombre de cétane est élevé, plus le délai d’auto-inflammation est court. Cet indice est caractéristique des carburants pour moteur Diesel qui nécessitent une auto-inflammation du carburant dans la phase de compression contrairement aux carburants de type essence dont l’inflammation est provoquée par une bougie d’allumage. (Voir Indice d'octane) Le nombre de cétane est un facteur important dans la détermination de la qualité du carburant diesel.

## Définition
Il existe deux types d’indicateurs de « cétane » : le mesuré, aussi appelé « nombre de cétane », et le calculé, en général appelé « indice de cétane ».
L’indice de cétane calculé s’appuie sur des données physico-chimiques des carburants et ne tient pas compte de la présence possible d’additifs améliorateurs de cétane.
Le nombre de cétane mesuré permet d’évaluer la capacité réelle à l’auto-inflammation du carburant, en présence d’un additif ou non. C’est une valeur obtenue expérimentalement.
Le nombre de cétane s’exprime sur une échelle allant de 0 à 100 qui fut autrefois fixée par deux combustibles de référence : le n-hexadécane (ou cétane), dont le nombre de cétane est de 100 et le 1-méthylnaphtalène dont le nombre de cétane est 0.
Aujourd’hui un des produits de référence a changé pour des raisons de sécurité. On utilise désormais les produits présentés dans le tableau ci-dessous avec une échelle allant également de 15 à 100.
| Nom                 | Cétane (n-hexadécane) | Isocétane (en) (2,2,4,4,6,8,8-heptaméthylnonane) |
| Formule topologique |                       |                                                  |
| Nombre de cétane    | 100                   | 15                                               |

Le nombre de cétane d’un réactif est exprimé en pourcentage des deux substances de référence dans un mélange qui prendrait le même temps pour s’enflammer que le réactif à mesurer. C’est une échelle arbitraire fixée par les substances de référence selon la formule suivante:
CN (nombre de cétane) = %vol (n-hexadécane) + 0,15 * %vol (heptaméthylnonane).

## Avantages
Le nombre de cétane dépend de la composition chimique du gazole. Chaque gazole possède des proportions en famille d’hydrocarbures différents et chaque famille d’hydrocarbures apporte des propriétés spécifiques, comme le montre le tableau ci-dessous.
| Types d'hydrocarbures/Propriétés | n-Paraffines | Isoparaffines | Naphtènes | Aromatiques | Oléfines |
| -------------------------------- | ------------ | ------------- | --------- | ----------- | -------- |
| Densité                          | Faible       | Faible        | Moyenne   | Élevée      | Faible   |
| Indice de cétane                 | +++          | --            | -         | ---         | --       |
| Tenue au froid                   | ---          | ++            | ++        | ++          | - à +    |
| Stabilité                        | Bonne        | Bonne         | Bonne     | Bonne       | Mauvaise |

Un gazole avec un nombre de cétane élevé aura une composition chimique favorable à l’auto-inflammation et sa combustion dans un moteur sera plus maitrisée.
Une auto-inflammation maitrisée aide au bon fonctionnement du moteur : meilleur démarrage à froid, bruit régulier et réduit, et meilleur rendement provoquant une tendance à la diminution de la consommation en carburant.

## Réglementations
Le nombre de cétane naturel du gazole varie selon sa qualité mais dans une majorité de pays, le nombre de cétane minimum des carburants Diesel est règlementé.
En Europe selon la réglementation EN 590,, un gazole doit avoir un indice de cétane au minimum de 46 et son nombre de cétane mesuré doit atteindre au minimum 51 pour être commercialisé.
En Amérique du Nord, la plupart des États adoptent la norme ASTM D975 pour les carburants Diesel et le nombre de cétane minimum est fixé à 40. En Californie, les spécifications des gazoles doivent respecter les règles du California Air Resources Board (CARB) donnant une valeur minimale de l’indice de cétane à 53. Au Texas, le TxLED (Texas Low Emission Diesel) Program impose un nombre de cétane minimum de 48.
En Chine, avec la réglementation China VI, les carburants Diesel doivent avoir un nombre de cétane minimum de 51 (47 possible selon les saisons).
Pour que les carburants atteignent leurs cibles en nombre de cétane, les fabricants ou vendeurs de carburants ont plusieurs moyens.
L’un d’entre eux est le traitement du carburant en petites quantités avec des additifs améliorateurs de cétane (le terme anglais « cetane improver » est souvent employé). L’améliorateur de cétane le plus répandu mondialement est le nitrate de 2-éthylhexyle (numéro CAS 27247-96-7).

## Instruments de mesure
Le moyen standard de mesure du nombre de cétane d’un mélange ou d’un carburant est un moteur Diesel expérimental monocylindre à taux de compression variable appelé « moteur CFR » (ASTM D613 ou ISO 5165).
L'opérateur du moteur CFR augmente le taux de compression dans le cylindre jusqu'à ce que le temps entre l'injection de carburant et l'allumage soit de 2,407 ms.
Le nombre de cétane résultant est ensuite calculé en déterminant quel mélange de cétane et d'isocétane entraînera les mêmes conditions pour ce délai d'allumage (voir formule ci-dessus).
C’est cette méthode qui arbitre le nombre de cétane imposé par les normes dont l’EN 590 s’appliquant à tous les gazoles européens.
Néanmoins, la détermination du nombre de cétane via le moteur CFR présente des inconvénients : les mesures réalisées sont très chronophages, assez imprécises, elles demandent une certaine maîtrise opérationnelle et peuvent être coûteuses. Enfin, les résultats sont peu répétables et reproductibles.
D’autres instruments ont été développés pour faciliter la mesure du nombre de cétane, la rendre plus rapide, plus robuste (répétabilité et reproductibilité) et moins couteuse (taille d’échantillon réduite et temps d’analyse optimisé).
Ils sont aujourd’hui très largement utilisés pour déterminer le nombre de cétane dérivé (DCN) ou un nombre de cétane indiqué (ICN) :
- l’IQT (Ignition Quality Tester) (ASTM D6890[10], EN 17155) ;
- le FIT (Fuel Ignition Testing) (ASTM D7170[11]) ;
- le Cetane ID 510 ou CID (pour Cetane Ignition Delay) (ASTM D7668[12], EN 16715) ;
- l’AFIDA (Advanced Fuel Ignition Delay Analyzer) (ASTM D8183[13], EN 17155).

Le terme « dérivé » est employé pour stipuler que la méthode utilisée n’est pas celle encadrée par la norme NF EN ISO 5165 : 2018 mais en est dérivée.
L’IQT par exemple est un instrument qui applique une approche plus simple et plus rigoureuse à la mesure du nombre de cétane que le CFR. Le carburant est injecté dans une chambre de combustion à volume constant (CVCC) à environ 575 °C et 310 psi. Le délai d'allumage (ID) est mesuré et ensuite utilisé pour calculer le nombre de cétane dérivé du carburant en utilisant l’équation (empirique) en formule 1.
Si ID est compris entre 3,1 et 6,5 s : {\displaystyle DCN=4,46+{\frac {186,6}{ID}}}.
Sinon : {\displaystyle DCN=(83,99\cdot (ID-1,512)^{-0,658})+3,547}            Formule 1. Modèle mathématique du calcul du DCN pour l’IQT.
De même, le Cetane ID 510 de PAC Instrument utilise une chambre de combustion à volume constant (CVCC) conditionnée à une valeur de pression de 20 bar et une température de 600 °C. L’échantillon de combustible y est injecté et des mesures du délai entre l’injection et l’inflammation du carburant (ID) et de la durée de la combustion (CD) sont effectuées grâce à différents capteurs de pression. Cela va permettre d’aboutir au DCN via le modèle mathématique empirique ci-dessous.
{\displaystyle DCN=13,028-{\frac {5,3378}{ID}}+{\frac {300,18}{CD}}-{\frac {1\,267,9}{CD^{2}}}+{\frac {3\,415,32}{CD^{3}}}}            Modèle mathématique du calcul du DCN pour le CID.